# Pangasius krempfi
Pangasius krempfi ist eine Fischart aus der Gattung Pangasius innerhalb der Familie der Haiwelse. Sie kommt im Mekong und entlang der Küste bis zum Südchinesischen Meer vor und ist neben Pangasius pangasius die einzige Haiwels-Art, die einen Teil ihres Lebens im Salzwasser verbringt. Die Art wird kommerziell befischt.

## Merkmale
Pangasius krempfi hat eine breit-gerundete, verlängerte Schnauze mit unterständigem Maul. Der Körper ist auf der Oberseite schillernd grünlich-blau, der Bauch ist milchig-weiß und die Flossen sind farblos bis gelblich. Der Körper weist keine Zeichnung auf. Bei toten Tiere erscheint der Rücken dunkelgrau bis fast schwarze und der Bauch hellgraue. Die Art erreicht eine Länge von bis zu 120 cm und ein Gewicht von maximal 14 kg. Die Gaumenzähne sitzen in je zwei halbmondförmigen Reihen, die sich über Gaumenbein und Pflugscharbein erstrecken. Die Kiemenreuse weist am ersten Bogen 19 bis 22 Strahlen auf. Die Rückenflosse weist einen Hart- und sechs bis sieben Weichstrahlen auf, die Afterflosse vier Hart- und 31 bis 34 Weichstrahlen.

## Lebensweise
Pangasius krempfi verbringt wahrscheinlich einen Großteil des erwachsenen Lebens in den Küstengewässern des Südchinesischen Meeres. Zum Laichen wandern die Tiere ab Mai in den Mekong, wobei sie mindestens bis zu den Mekongfällen vordringen. Die Eier werden vorwiegend von Juni bis August abgelegt, die Jungtiere treiben dann mit der Strömung den Mekong abwärts. Die Ernährungsweise ist unbekannt, im Mekong wird aber wahrscheinlich Pflanzenmaterial aufgenommen.